# Episodi di The Deputy (seconda stagione)
La seconda stagione della serie televisiva The Deputy è andata in onda negli Stati Uniti dal 24 settembre 1960 al 1º luglio 1961 sulla NBC.
Non è andata in onda questa stagione in Italia.
| nº | Titolo originale          | Prima TV USA      |
| -- | ------------------------- | ----------------- |
| 1  | The Deadly Breed          | 24 settembre 1960 |
| 2  | Meet Sergeant Tasker      | 1º ottobre 1960   |
| 3  | The Jason Harris Story    | 8 ottobre 1960    |
| 4  | The Fatal Urge            | 15 ottobre 1960   |
| 5  | Mother and Son            | 29 ottobre 1960   |
| 6  | Bitter Root               | 5 novembre 1960   |
| 7  | The Higher Law            | 12 novembre 1960  |
| 8  | Passage to New Orleans    | 19 novembre 1960  |
| 9  | The World Against Me      | 26 novembre 1960  |
| 10 | Sally Tornado             | 3 dicembre 1960   |
| 11 | Three Brothers            | 10 dicembre 1960  |
| 12 | Day of Fear               | 17 dicembre 1960  |
| 13 | Second Cousin to the Czar | 24 dicembre 1960  |
| 14 | Judas Town                | 31 dicembre 1960  |
| 15 | Duty Bound                | 7 gennaio 1961    |
| 16 | The Lesson                | 14 gennaio 1961   |
| 17 | Past and Present          | 21 gennaio 1961   |
| 18 | The Hard Decision         | 28 gennaio 1961   |
| 19 | The Dream                 | 4 febbraio 1961   |
| 20 | The Shackled Town         | 11 febbraio 1961  |
| 21 | The Lonely Road           | 18 febbraio 1961  |
| 22 | The Challenger            | 25 febbraio 1961  |
| 23 | The Edge of Doubt         | 4 marzo 1961      |
| 24 | Two-Way Deal              | 11 marzo 1961     |
| 25 | The Means and the End     | 18 marzo 1961     |
| 26 | The Example               | 25 marzo 1961     |
| 27 | Cherchez La Femme         | 1º aprile 1961    |
| 28 | Tension Point             | 8 aprile 1961     |
| 29 | Brother in Arms           | 15 aprile 1961    |
| 30 | The Return of Widow Brown | 22 aprile 1961    |
| 31 | Spoken in Silence         | 29 aprile 1961    |
| 32 | An Enemy of the Town      | 6 maggio 1961     |
| 33 | The Legend of Dixie       | 20 maggio 1961    |
| 34 | The Deathly Quiet         | 27 maggio 1961    |
| 35 | Brand of Honesty          | 10 giugno 1961    |
| 36 | Lorinda Belle             | 24 giugno 1961    |
| 37 | Lawman's Conscience       | 1º luglio 1961    |

## The Deadly Breed
- Prima televisiva: 24 settembre 1960

### Trama
- Guest star: Susan Oliver (Julie Desmond), Lyle Bettger (Aces Thompson), Francis De Sales (Mattson), Robert P. Lieb (Baker), Phil Schumacher (cittadino)

## Meet Sergeant Tasker
- Prima televisiva: 1º ottobre 1960

### Trama
- Guest star: Richard H. Cutting (Gus), Joan O'Brien (Emily Price), Phil Tully (barista), Rayford Barnes (Charlie), Chick Sheridan (spettatore dello scontro)

## The Jason Harris Story
- Prima televisiva: 8 ottobre 1960

### Trama
- Guest star: Jeff Morrow (Marshal Jason Harris), Dianne Foster (Laurie Harris), Myron Healey (Johnny Dustin), Robert Stevenson (Morgan)

## The Fatal Urge
- Prima televisiva: 15 ottobre 1960

### Trama
- Guest star: Phil Tully (Charlie, the Bartender), Addison Richards (Doc Landy), Argentina Brunetti (Evita), John Reach (cowboy at Bar), Tony Young (Tweed Younger), Ron Starr (Phil Jackson), Kathleen Crowley (Martha Jackson)

## Mother and Son
- Prima televisiva: 29 ottobre 1960

### Trama
- Guest star: Pitt Herbert (impiegato dell'hotel), Robert Karnes (Sam Nelson), Scotty Morrow (Philip), Joe Yrigoyen (conducente), James Franciscus (William Stanhope), Josephine Hutchinson (Mrs. Stanhope), Arthur Kendall (Deek Houser), Chick Sheridan (Newt - Gang Member)

## Bitter Root
- Prima televisiva: 5 novembre 1960

### Trama
- Guest star: Virginia Gregg (Hester Macklin), Don Megowan (Tim Brandon), Paul Sorensen (Will Terry), Zon Murray (Joe Foss)

## The Higher Law
- Prima televisiva: 12 novembre 1960

### Trama
- Guest star: Addison Richards (Doc Landy), H. M. Wynant (Blackwing), Michael Hinn (Jed Pitt), Lewis Martin (giudice Wilkins), John Larch (Jack Rivers)

## Passage to New Orleans
- Prima televisiva: 19 novembre 1960

### Trama
- Guest star: Carl Benton Reid (Samuel Forceman), Patrice Wymore (Lucy Ballance), Harvey B. Dunn (Sleepy Man), George Douglas (capitano), Sol Gorss (Steward)

## The World Against Me
- Prima televisiva: 26 novembre 1960

### Trama
- Guest star: Joe Bassett (Boyd), Dennis Olivieri (Tommy White), Harry Clexx (Amos), Henry Rowland (Brewer), Fred Kruger (Grisby)

## Sally Tornado
- Prima televisiva: 3 dicembre 1960

### Trama
- Guest star: William Fawcett (Jipsom), Don Kelly (Hunter), Fay Spain (Sally Tornado)

## Three Brothers
- Prima televisiva: 10 dicembre 1960

### Trama
- Guest star: Minga Mitchell (Terry Vance), Carmen Phillips (Suzy), Phil Tully (barista), Kathleen Case (Martha Towers), Jack Ging (Jay Bennett), Lew Gallo (Frank Bennett), Buzz Martin (Gary Bennett), Don Heitgerd (impiegato dell'hotel)

## Day of Fear
- Prima televisiva: 17 dicembre 1960

### Trama
- Guest star: Frank Watkins (Link Pelham), Don Heitgerd (impiegato dell'hotel), Jane Burgess (Sue), Howard McLeod (Matt), Addison Richards (Doc Landy), Tyler McVey (Stu Collins), Mary Tyler Moore (Amy Collins), Robert Osterloh (Sam Nathan), Anne Barton (Gail Nathan), Patrick Waltz (Cal), Robert Ridgely (Pete), Herbert Lytton (cittadino), Phil Tully (barista), Jack Tornek (cittadino)

## Second Cousin to the Czar
- Prima televisiva: 24 dicembre 1960

### Trama
- Guest star: Voltaire Perkins (Alden), Phil Tully (barista), Carl Esmond (Dimitri), Terry Frost (Burke), George Wallace (Dan Farrell), Clancy Cooper (Hawkins), Chick Hannan (frequentatore bar)

## Judas Town
- Prima televisiva: 31 dicembre 1960

### Trama
- Guest star: Don Heitgerd (Dan), Phil Tully (barista), Dan White (Joab Sharpe), Duane Cross (Touhy), Ed Nelson (Pete McCurdy), Roy Roberts (Linc McCurdy), Ed Prentiss (sindaco), Chick Hannan (McCurdy Cowhand)

## Duty Bound
- Prima televisiva: 7 gennaio 1961

### Trama
- Guest star: Ron Harper (Jay Elston), Frank Maxwell (Mel Ricker), Pat McCaffrie (Trooper), Joe Yrigoyen (conducente della diligenza)

## The Lesson
- Prima televisiva: 14 gennaio 1961

### Trama
- Guest star: Fred Kruger (Grisby), Philip Grayson (Pete Jenkins), Kevin O'Neal (Johnny), Voltaire Perkins (Alden), Wanda Hendrix (Mary Willis), Harry Lauter (Lex Danton), Steve Darrell (Jenkins), Jimmie Booth (Danton Gang Member)

## Past and Present
- Prima televisiva: 21 gennaio 1961

### Trama
- Guest star: Paul Newlan (Art Standish), Mary Beth Hughes (Madge Belden), Arthur Franz (Herb Caldwell), Steve Peck (Ray), Murvyn Vye (Calico Bill), Vince Williams (Sandy Willow)

## The Hard Decision
- Prima televisiva: 28 gennaio 1961

### Trama
- Guest star: Olan Soule (dottor Stoner), John Dennis (Josh), George Lynn (Hangman), Frank White (impiegato), Marc Lawrence (Alvy Burke), George Brenlin (Jimmie Burke), Chick Sheridan (cittadino)

## The Dream
- Prima televisiva: 4 febbraio 1961

### Trama
- Guest star: Don Kennedy (Jack), Francis McDonald (Roy Wilkins), Rod McGaughy (cittadino at Meeting), Dick Foran (Clint Hammer), Carolyn Craig (Selene Hammer), Mary Munday (Mildred Lawson), John McLiam (Ty Lawson), Robert Robinson (cittadino at Meeting)

## The Shackled Town
- Prima televisiva: 11 febbraio 1961

### Trama
- Guest star: Carla Alberghetti (Carmelita), Eugene Iglesias (Pedro O'Brien), Ralf Harolde (Padre Rafael), Robert Brubaker (Marshal Pecos Smith), Bruce Gordon (giudice Denton), Tip McClure (Link)

## The Lonely Road
- Prima televisiva: 18 febbraio 1961

### Trama
- Guest star: Phil Tully (barista), Dick Wilson (Barber), Chick Hannan (frequentatore bar), Jim Davis (Trace Phelan), Constance Ford (Meg Billings), Edward Binns (Shad Billings), Phil Schumacher (frequentatore bar)

## The Challenger
- Prima televisiva: 25 febbraio 1961

### Trama
- Guest star: Kermit Maynard (Boxing Spectator), Ethan Laidlaw (Boxing Spectator), Phil Schumacher (Boxing Spectator), Buddy Roosevelt (Boxing Spectator), Stafford Repp (Collins), Hal Baylor (Titan), Don Heitgerd (Dan), Paul Gilbert (Dillon), Jimmie Booth (Boxing Spectator), Frank Ellis (Boxing Spectator), Max Wagner (Boxing Spectator)

## The Edge of Doubt
- Prima televisiva: 4 marzo 1961

### Trama
- Guest star: George Chandler (George Lake), Richard Chamberlain (Jerry Kirk), Thomas E. Jackson (Mr. Potter), Floy Dean (Annie Jenner), Bigelow Sayre (Will Jenner)

## Two-Way Deal
- Prima televisiva: 11 marzo 1961

### Trama
- Guest star: Ted de Corsia (Slade Blatner), Nacho Galindo (Sancho), Billy Gray (Johnny Blatner), Kenneth MacDonald (sceriffo)

## The Means and the End
- Prima televisiva: 18 marzo 1961

### Trama
- Guest star: Richard Warren (Lon Spivak), Robert Griffin (Wiley), DeForest Kelley (Farley Styles), Don Heitgerd (impiegato dell'hotel), Phyllis Love (Josie Styles), Justice Watson (giudice Stokes), Chick Hannan (frequentatore bar)

## The Example
- Prima televisiva: 25 marzo 1961

### Trama
- Guest star: Robert C. Ross (Gabe), Reedy Talton (Whitey), Phil Tully (Charlie), Don Heitgerd (Dan), Denver Pyle (Frank Barton), Jack Chaplain (Jeb Barton), Rickie Sorensen (Kit)

## Cherchez La Femme
- Prima televisiva: 1º aprile 1961

### Trama
- Guest star: Lisa Montell (Rosaria Martinez), Edward Platt (Noah Harper), Phil Tully (Charlie)

## Tension Point
- Prima televisiva: 8 aprile 1961

### Trama
- Guest star: Bern Hoffman (Club), Virginia Christine (Molly Baker), Donald Losby (Mark Baker), Rankin Mansfield (Doc), Jerome Thor (Ben Meadows), John Marley (Zeb Baker), William Stevens (Whip)

## Brother in Arms
- Prima televisiva: 15 aprile 1961

### Trama
- Guest star: Bill Hale (Garth Cabot), Denny Miller (Bill Jason), Frank Logan (uomo), Terry Loomis (ragazza), Lon Chaney Jr. (Tom Arnold)

## The Return of Widow Brown
- Prima televisiva: 22 aprile 1961

### Trama
- Guest star: Dennis Holmes (Tommy Brown), Richard Shannon (Chuck Burloyne), Tom Greenway (Warden Binns), Jeff DeBenning (Henry Colton), Norma Crane (Amelia Brown)

## Spoken in Silence
- Prima televisiva: 29 aprile 1961

### Trama
- Guest star: Sydney Pollack (Chuck Johnson), Frances Helm (Laura Rogers), Hal K. Dawson (Sam Powell), Robert Burton (Mike Rogers), Michael Macready (Lonny)

## An Enemy of the Town
- Prima televisiva: 6 maggio 1961

### Trama
- Guest star: Ray Kellogg (Quent Hall), Stephen Roberts (Adam Crockett), Keith Richards (Gil Seymouir), Dan Riss (Vernon Hadley), Whit Bissell (Will Culp), Addison Richards (Doc Landy)

## The Legend of Dixie
- Prima televisiva: 20 maggio 1961

### Trama
- Guest star: Phil Tully (Charlie), Anna Lee Carroll (Sally), Jack Spain (Art Manning), Harry Fleer (Lefty Mace), Gregory Walcott (Gar Logan), Stanley Adams (Dixie Miller), King Calder (Hoak), Chick Sheridan (frequentatore bar)

## The Deathly Quiet
- Prima televisiva: 27 maggio 1961

### Trama
- Guest star: Voltaire Perkins (Owen Alden), Robert Foulk (colonnello Belknap), Johnny Cash (Bo Braddock), Craig Duncan (Ed Walsh), Michael Garrett (Con Hawkins), Chubby Johnson (Stonewall Brown), Kermit Maynard (uomo della posse)

## Brand of Honesty
- Prima televisiva: 10 giugno 1961

### Trama
- Guest star: Norman Willis (Brandon Clark), Robert Osterloh (Nathans), George Dolenz (Ramon Ortega), Peter Hornsby (Luther Blue), Elisha Cook Jr. (Miller), J. Edward McKinley (John Gardner), Kermit Maynard (frequentatore bar)

## Lorinda Belle
- Prima televisiva: 24 giugno 1961

### Trama
- Guest star: John Shay (Belding), Addison Richards (Doc Landy), Kermit Maynard (cittadino), Andy Albin (Zack Martinson), Claude Akins (Jason Getty), Frank Overton (Bill Corman), Chick Sheridan (cittadino)

## Lawman's Conscience
- Prima televisiva: 1º luglio 1961

### Trama
- Guest star: Roy Wright (Phil Briggs), Jerry La Zarre (Zack Tanby), Cyril Delevanti (Ozzie Brandon), Jason Robards Sr. (Rufus Hayden), Russell Johnson (Albee Beckett), Tracey Roberts (Mary Hayden), Phil Tully (barista)